# Mort accidental
```
 
 
 
 
 
 
 
 
 
 
 
 
 
 
 
 
 
 
 
 
 
Enverinaments

 
 
 
 
 
 
 
 
 
 
 
 
 
 
 
 
 
 
 
 
 
Accidents de trànsit

 
 
 
 
 
 
 
 
 
 
 
 
 
 
 
 
 
 
 
 
 
Caigudes

 
 
 
 
 
 
 
 
 
 
 
 
 
 
 
 
 
 
 
 
 
Ennuegaments

 
 
 
 
 
 
 
 
 
 
 
 
 
 
 
 
 
 
 
 
 
Ofegaments

 
 
 
 
 
 
 
 
 
 
 
 
 
 
 
 
 
 
 
 
 
Foc, flames, fum
```

Una mort accidental és una mort no natural provocada per un accident, com ara una relliscada seguida per una caiguda, un accident de trànsit o un enverinament accidental. Les morts accidentals es distingeixen de les morts naturals, per malaltia o per homicidis o suïcidis intencionats. Una mort accidental es pot considerar un homicidi o suïcidi si una persona n'ha estat la causa no intencionada.
Des del punt de vista penal, els homicidis intencionats se solen classificar com a assassinats. Les excepcions, com ara l'autodefensa, varien d'una jurisdicció a l'altra. En alguns casos, persones acusades d'assassinat s'han defensat argumentat que el difunt fou la víctima d'una mort accidental i no pas d'un acte intencionat. De totes maneres, una persona que hagi provocat la mort accidental d'altri per negligència encara pot incórrer en responsabilitat penal per homicidi sense premeditació i responsabilitat civil per mort per negligència. Les assegurances de mort accidental i desmembrament i pòlisses similars paguen prestacions en cas de mort accidental. Aquestes pòlisses requereixen que es demostri que la mort ha estat accidental i no pas un suïcidi o homicidi intencionat (que podria ser un cas de frau d'assegurances).
Hom ha suggerit que «la grandíssima majoria d'accidents no són accidents fortuïts, sinó accidents provocats per l'estupidesa, la negligència i un judici equivocat flagrant per part dels humans». Segons els Centres per al Control i Prevenció de Malalties, el 2015 hi hagué 146.571 «morts per lesions no intencionades» als Estats Units, cosa que en feia la quarta causa de mortalitat. 47.478 d'aquestes defuncions foren per enverinaments involuntaris, 37.757 per accidents de trànsit i 33.381 per caigudes. Cada any es refereixen unes 500.000 morts per ofegament a nivell global.
En alguns països, totes les morts accidentals (o aparentment accidentals) són investigades pels òrgans de govern i, de vegades, la família contracta un detectiu privat. Per exemple, a Anglaterra i Gal·les es duen a terme investigacions judicials de morts sobtades i inexplicades, mentre que a Escòcia s'investiguen les morts accidentals. En casos com aquest, el tribunal emet un veredicte de «mort accidental» quan no hi ha cap factor contribuent per acció o omissió per part de la víctima («mort d'accident») o d'un tercer («homicidi culpós»).
De vegades, les morts relacionades amb errors d'adquisició d'objectius en temps de guerra es descriuen amb l'eufemisme dany col·lateral o es consideren el resultat de «foc amic».